# 使用者
使用者（しようしゃ）は、広い意味では何かを使用する者全般について使われる言葉である。なお、物や施設・サービスを使用（利用）するものは、利用者（りようしゃ）とも称される。

## 労働法での使用者

### 労働基準法
労働基準法（昭和二十二年四月七日法律第四十九号）第10条で規定する使用者とは、「労働基準法各条の義務についての履行の責任者をいい、その認定は部長、課長等の形式にとらわれることなく各事業において、各条の義務について実質的に一定の権限を与えられているか否かによるが、かかる権限が与えられておらず、単に上司の命令の伝達者にすぎぬ場合は使用者とはみなされないこと。」（昭和22年9月13日発基17号）とされている。労働者を雇用して事業を行う事業主はもとより、事業主とともに経営を担当する者（取締役など）や労務担当者・人事担当者・工場長等、果ては従業員でない者まで「その事業の労働者に関する事項について、事業主のために行為をするすべての者」が含まれる。なお、労務担当者・人事担当者・工場長などは、場合により使用者でもあり労働者の立場にもなりうる。「使用者」を「事業主」より広くとらえるのは、現実の行為をした者の責任を問うことで同法の実効性を確保するためであり、そのために同法には両罰規定（第121条）が設けられ、現実の行為者だけでなく事業主にも同法違反の責任を追及する仕組みとなっている。
具体的な適用は個々の事例によるが、
- 下請負人がその雇用する労働者の労働力を自ら直接利用するとともに、当該業務を自己の業務として相手方（注文主）から独立して処理するものである限り、注文主と請負関係にあると認められるから、自然人である下請負人が、たとえ作業に従事することがあっても、第9条の労働者ではなく、第10条にいう事業主である（昭和23年1月9日基発14号、昭和63年3月14日基発150号）。
- 在籍型出向の出向労働者については、出向元及び出向先に対しては、それぞれ労働契約関係が存する限度で労働基準法等の適用がある。移籍型出向の出向労働者については、出向先との間にのみ労働契約関係があるので、出向先についてのみ労働基準法等の適用がある（昭和61年6月6日基発333号）。
- 法令の規定により事業主に申請等が義務づけられている場合において、当該申請等について事務代理の委任を受けた社会保険労務士がその懈怠により当該申請等を行わなかった場合には、その社会保険労務士は、第10条にいう「使用者」及び各法令の両罰規定にいう「代理人、使用人その他の従業者」に該当するので、当該申請等の義務違反の行為者として、罰則規定及び両罰規定に基づきその責任を問い得ることもあること。また、この場合、事業主等に対しては事業主等が社会保険労務士に必要な情報を与える等申請等をし得る条件を整備していれば、通常は、必要な注意義務を尽くしているものとして免責されるものと考えられるが、そのように必要な注意義務を尽くしたものと認められない場合には、当該両罰規定に基づき事業主等の責任をも問い得るものであること（昭和62年3月26日基発169号）。

最低賃金法第2条では「使用者」を「労働基準法第10条に規定する使用者をいう。」と定め、労働基準法と同様の解釈となる。
派遣労働者に対する労働基準法の適用については、原則として派遣元の事業主が使用者としての責任を負う立場にあるが、一部の規定については派遣先が使用者としての責任を負う。

#### 請負事業に関する例外
「厚生労働省令で定める事業」とは、労働基準法別表第一第3号に掲げる事業（土木、建築その他工作物の建設、改造、保存、修理、変更、破壊、解体又はその準備の事業）とする（施行規則第48条の2）。これらの事業では下請・孫請といった数次の請負によって行われることが通例であるが、雇用契約は下請業者とその下で働く労働者との間で締結されても、実際の指揮監督は元請業者が行うことが多い。そこで下請労働者保護の見地から第87条の規定が設けられ災害補償については元請を使用者とみなして下請労働者に対する災害補償責任を負わせている。たとえ元請が下請労働者との間に使用従属関係がないことを証明しても、災害補償については使用者とみなされるため補償責任を負う（判例として、東京地判昭和46年12月27日）。
第2項により被災労働者が元請・下請双方に請求可能である場合、第3項は元請にいわば保証人でいう「催告の抗弁権」（民法第452条）のような権利を認める趣旨である。もっとも保証人と違って「検索の抗弁権」（民法第453条）までは認められていない（第87条は「検索」を求めていない）し、催告を怠ったことによる使用者の免責規定も設けられていないので、被災労働者が下請に催告を行っても下請が補償をしない場合には（たとえ下請に補償の資力があったとしても）結局元請が補償をしなければならない。

### 労働契約法
労働契約法第2条でいう「使用者」は、「労働者」と相対する労働契約の締結当事者であり、「その使用する労働者に対して賃金を支払う者」をいうものであること。したがって、個人企業の場合はその企業主個人を、会社その他の法人組織の場合はその法人そのものをいうものであること。これは、労働基準法第10条の「事業主」に相当するものであり、同条の「使用者」より狭い概念であること（平成24年8月10日基発0810第2号）。

### 労働組合法
労働組合法には「使用者」について定義した規定はないが、労働組合法は「使用者」に対して、正当な理由なく団体交渉を拒否すること等を不当労働行為として禁止している（労働組合法第7条）。判例では、労働契約上の使用者に当たらなくても、「近い過去に労働契約上の使用者であった場合や近い将来に使用者になる可能性がある場合」「労働者の基本的な労働条件等について現実的・具体的に支配できる地位にある場合」には、労組法上の責任を負う「使用者」と判断されうる（朝日放送事件、最判平成7年2月28日）。

## 車両の使用者
道路交通法、道路運送法などでは、車両（自動車）の使用者が規定されており、自動車検査証などに「主たる使用者」として登録する。車両の所有権者とは別に、車両の使用権を専ら持つ者の意味である。
オートローン等で購入した自動車等は、車両の所有者（名義）はローン会社、主たる使用者は購入者、となっている事が多い。ローン完済後は、購入者は名義を自らに変更しなければ、法律上第三者に対抗できない。